# Philippe Fargeon
Philippe Fargeon, né le 24 juin 1964 à Ambilly (Haute-Savoie), est un footballeur français. Il joue au poste de avant-centre du début des années 1980 au début des années 1990.
Formé à l'Étoile Carouge en Suisse, il est, avec les Girondins de Bordeaux, Champion de France en 1987 et vainqueur de la Coupe de France la même année. Durant sa carrière, il alterne les passages entre clubs français et suisses. Il compte sept sélections en Équipe de France de football et marque deux buts de 1987 à 1988.
Devenu agent immobilier, il est également conseiller municipal dans la commune du Bouscat, près de Bordeaux.

## Biographie
Philippe Fargeon débute à la FJEP Ambilly en Haute-Savoie à l'âge de 6 ans puis rejoint à 14 ans, le centre de formation de l'Étoile Carouge en Suisse. À 18 ans, il débute en équipe première en championnat de Suisse de 1re Ligue sous la direction de Gérard Castella. Lors de la saison 1983-1984, le club est promu en Ligue nationale B et Philippe Fargeon est repéré par Guy Roux, l'entraîneur de l'AJ Auxerre.
Il rejoint les Auxerrois en tant que stagiaire professionnel, mais ne joue qu'avec la réserve, victime de la concurrence avec Pascal Vahirua, Roger Boli et Patrice Garande. Au bout d'une seule et unique saison, il retourne en Suisse et signe à l'AC Bellinzone, club de ligue nationale B dirigé par le Hongrois Peter Pazmandy. Il réalise alors une saison pleine en marquant vingt-quatre buts des cinquante-huit buts du club en championnat, l'AC Bellinzone terminant alors vice-champion derrière le FC Locarno et est ainsi promu en Ligue nationale A. La saison suivante, Philippe Fargeon continue sur le même rythme et marque dix buts en quinze matchs lors de matchs allers.
En décembre 1986, Didier Couécou, directeur sportif des Girondins Bordeaux, le contacte pour renforcer l’attaque bordelaise. Il convainc Fargeon en lui promettant que jouer pour les Girondins lui ouvrira les portes de l'Equipe de France. Le lendemain de son transfert, il débute en Division 1, dans un match opposant les Bordelais au LOSC, pour le compte de la 20e journée. Associé en attaque à Zlatko Vujovic et à Jean-Marc Ferreri, il ouvre le score à la 21e minute et les Bordelais s'imposent trois buts à zéro. Avant-centre type, Philippe Fargeon marque la seconde partie de la saison de son empreinte en inscrivant quinze buts en dix-huit journées, dont le but du titre lors de la 35e journée face à l'AS Saint-Étienne. Pour René Girard, son coéquipier, « Philippe Fargeon est Marco Berdoll en plus opportuniste. Disons qu'il possède l'opportunisme d'Onnis et le battant de Papin ».
En coupe de France, les Girondins retrouvent en finale leur dauphin en championnat, l'Olympique de Marseille, les deux adversaires se retrouvant en finale pour la seconde année consécutive. À la quatorzième minute, Fargeon ouvre le score sur une tête plongeante et les Girondins l'emportent deux buts à zéro réalisant ainsi le premier doublé de leur carrière.
Les Girondins réalisent également la même saison un très beau parcours en Coupe d'Europe des Vainqueurs de Coupe et atteignent les demi-finales de la compétition face au Lokomotiv Leipzig. Après une défaite un but à zéro à l'extérieur, les Girondins réussissent à égaliser au match retour et la décision doit se faire aux tirs au but. Après cinq tirs réussis et un échec dans chaque camp, Zlatko Vujovic et Fargeon refusent de tirer le 7e et c'est Zoran Vujovic qui prend ses responsabilités. Son tir est arrêté par le gardien allemand qui ensuite réussit le sien, qualifiant le Lokomotiv. Revenant sur son refus de tirer le tir au but, Philippe Fargeon dit que ce jour-là, « j'ai montré mes faiblesses sur le penalty que j'ai refusé de tirer à Leipzig ».
Cette demi-saison exceptionnelle lui ouvre tout d'abord les portes de l'équipe de France olympique avec qui il dispute deux matchs. Il est ensuite appelé en équipe de France A par le sélectionneur Henri Michel pour disputer, le 16 juin 1987, un match dans le cadre des éliminatoires du championnat d'Europe, face à l'équipe de Norvège, une défaite deux buts à zéro. Dans ce match se déroulant à Oslo, il entre en jeu à la 75e minute en remplacement de Carmelo Micciche.
La saison suivante, Philippe Fargeon marque treize buts en championnat et les Girondins terminent vice-champion à six points de l'AS Monaco. En coupe d'Europe, il n'inscrit aucun but mais les Bordelais atteignent les quarts de finale de la Coupe d'Europe des Clubs Champions, où ils sont éliminés par le PSV Eindhoven, le futur vainqueur de l'épreuve et ce sans perdre (1-1 à Bordeaux puis 0-0 à Eindhoven).
En équipe de France, Philippe Fargeon est forfait pour le premier match de la saison contre la RFA mais est présent dans le groupe tout le reste de la saison. Il marque son premier but avec les « Bleus », le 14 octobre 1987 face aux Norvégiens, à la 63e minute du match sur un tir croisé à ras de terre des 18 mètres à la suite d'un une-deux avec Éric Cantona. Vainqueur avec les Bleus du Tournoi de France en février 1988, il est sélectionné une dernière fois le 27 avril 1988 face à l'Irlande du Nord et ne retrouve plus ensuite l'équipe de France.
Il n'est pas conservé par les Bordelais pour la saison 1988-1989 et retourne en Suisse où il signe au Servette FC qui veut ainsi attirer le public français. Il ne parvient cependant pas à s'intégrer dans une équipe qui compte déjà comme attaquants Karl-Heinz Rummenigge et John Eriksen, il retourne en division 1 en novembre 1988 sous les ordres de Rolland Courbis, au Sporting Club de Toulon où il inscrit cinq buts en vingt-et-un matchs. De retour au Servette pour 1 500 000 francs suisse à la demande de Peter Pazmandy, le nouvel entraîneur, il ne parvient toujours pas à s'imposer et termine la saison en équipe réserve.
Philippe Fargeon revient alors à Bordeaux pour la saison 1990-1991. Secoué par les révélations sur le trou financier estimé à 250 000 000 de francs, le club termine dixième en championnat mais est rétrogradé en Division 2 à la suite d'un dépôt de bilan. Il reste au club et participe à la remontée des Girondins en Division 1 puis à la conquête du titre de champion de Division 2 face à l'US Valenciennes-Anzin, sept buts à deux sur les deux matchs. Il part ensuite terminer sa carrière au FC Chiasso, en ligue nationale A. Le club termine onzième sur douze de la phase régulière puis est relégué en Ligue nationale B.
De retour à Bordeaux, il entre à la chambre de commerce et d'industrie comme chargé de mission des relations sport-économie dans la perspective de la Coupe du monde de football de 1998 en France puis en janvier 1999 devient responsable du partenariat sponsoring d'AB Sports.
Philippe Fargeon devient par la suite agent immobilier, il est également conseiller municipal (délégué aux sports) dans la commune du Bouscat, près de Bordeaux.

## Statistiques

### Générales
Le tableau ci-dessous résume les statistiques en match officiel de Philippe Fargeon durant sa carrière de joueur professionnel,,.
| Saison               | Club                  | Pays   | Championnat       | Championnat | Championnat | Coupes nationales | Coupes nationales | Coupe d'Europe | Coupe d'Europe | Coupe d'Europe | Sélection | Sélection |
| Saison               | Club                  | Pays   | Division          | Matchs      | Buts        | Matchs            | Buts              | Type           | Matchs         | Buts           | Matchs    | Buts      |
| -------------------- | --------------------- | ------ | ----------------- | ----------- | ----------- | ----------------- | ----------------- | -------------- | -------------- | -------------- | --------- | --------- |
| 1985 - 1986          | AC Bellinzone         | Suisse | Ligue nationale B | 28          | 24          | 3                 | 3                 | -              | -              | -              | -         | -         |
| 1986 - décembre→1986 | AC Bellinzone         | Suisse | Ligue nationale A | 14          | 10          | 2                 | 3                 | -              | -              | -              | -         | -         |
| décembre→1986 - 1987 | Girondins de Bordeaux | France | Division 1        | 18          | 15          | 10                | 4                 | C2             | 4              | 1              | 1         | 0         |
| 1987 - 1988          | Girondins de Bordeaux | France | Division 1        | 36          | 13          | 1                 | 1                 | C1             | 5              | 0              | 6         | 2         |
| 1988 - novembre→1988 | Servette FC           | Suisse | Ligue nationale A | 11          | 4           | -                 | -                 | C3             | 1              | 0              | -         | -         |
| novembre→1988 - 1989 | Sporting Toulon       | France | Division 1        | 16          | 4           | 5                 | 1                 | -              | -              | -              | -         | -         |
| 1989 - 1990          | Servette FC           | Suisse | Ligue nationale A | 22          | 7           | 3                 | 1                 | -              | -              | -              | -         | -         |
| 1990 - 1991          | Girondins de Bordeaux | France | Division 1        | 24          | 3           | -                 | -                 | C3             | 4              | 0              | -         | -         |
| 1991 - 1992          | Girondins de Bordeaux | France | Division 2        | 20          | 1           | -                 | -                 | -              | -              | -              | -         | -         |
| 1992 - 1993          | FC Chiasso            | Suisse | Ligue nationale A | 19          | 3           | -                 | -                 | -              | -              | -              | -         | -         |
| Total                | Total                 | Total  | Total             | 208         | 84          | 24                | 13                | -              | 14             | 1              | 7         | 2         |

### Matchs internationaux
| Matchs internationaux de Philippe Fargeon | Matchs internationaux de Philippe Fargeon | Matchs internationaux de Philippe Fargeon | Matchs internationaux de Philippe Fargeon | Matchs internationaux de Philippe Fargeon | Matchs internationaux de Philippe Fargeon | Matchs internationaux de Philippe Fargeon                     |
| #                                         | Date                                      | Lieu                                      | Adversaire                                | Résultat                                  | Compétition                               | Notes                                                         |
| ----------------------------------------- | ----------------------------------------- | ----------------------------------------- | ----------------------------------------- | ----------------------------------------- | ----------------------------------------- | ------------------------------------------------------------- |
| 1                                         | 16 juin 1987                              | Ullevaal Stadion, Oslo, Norvège           | Norvège                                   | D 0 - 2                                   | Éliminatoires de l'Euro 1988              | Entre en jeu à la place de Carmelo Micciche à la 75e minute.  |
| 2                                         | 9 septembre 1987                          | Stade Central Lénine, Moscou, URSS        | Union soviétique                          | N 1 - 1                                   | Éliminatoires de l'Euro 1988              | Titulaire, remplacé par Jean-Pierre Papin à la 87e minute.    |
| 3                                         | 16 juin 1987                              | Parc des Princes, Paris, France           | Norvège                                   | N 1 - 1                                   | Éliminatoires de l'Euro 1988              | Titulaire et buteur.                                          |
| 4                                         | 18 novembre 1987                          | Parc des Princes, Paris, France           | Allemagne de l'Est                        | D 0 - 1                                   | Éliminatoires de l'Euro 1988              | Entre en jeu à la place de Dominique Bijotat à la 76e minute. |
| 5                                         | 2 février 1988                            | Stadium, Toulouse, France                 | Suisse                                    | V 2 - 1                                   | Tournoi de France 1988                    | Titulaire et buteur.                                          |
| 6                                         | 5 février 1988                            | Stade Louis-II, Monaco, Monaco            | Maroc                                     | V 2 - 1                                   | Tournoi de France 1988                    | Titulaire.                                                    |
| 7                                         | 27 avril 1988                             | Windsor Park, Belfast, Irlande du Nord    | Irlande du Nord                           | N 0 - 0                                   | Match amical                              | Entre en jeu à la place de Patrice Garande à la 83e minute.   |

### Buts internationaux
| #   | Date           | Lieu                            | Adversaire | Résultat | Compétition                  | Détail | Détail         | Détail | Sél. |
| --- | -------------- | ------------------------------- | ---------- | -------- | ---------------------------- | ------ | -------------- | ------ | ---- |
| 1er | 16 juin 1987   | Parc des Princes, Paris, France | Norvège    | N 1 - 1  | Éliminatoires de l'Euro 1988 | 63e    | du pied gauche | 1-0    | 3e   |
| 2e  | 2 février 1988 | Stadium, Toulouse, France       | Suisse     | V 2 - 1  | Match amical                 | 9e     | du pied gauche | 2-0    | 5e   |

## Palmarès

### En club
- Champion de France en 1987 avec les Girondins de Bordeaux
- Vainqueur de la Coupe de France en 1987 avec les Girondins de Bordeaux
- Champion de France de Division 2 en 1992 avec les Girondins de Bordeaux
- Champion de Suisse de 1re Ligue en 1984 avec l'Étoile Carouge FC

### En équipe de France
- 7 sélections et 2 buts entre 1987 et 1988
- Vainqueur du Tournoi de France en 1988

### Distinctions individuelles
- 2e meilleur buteur du championnat de France en 1987 (15 buts) avec les Girondins de Bordeaux
- 2e meilleur buteur du championnat de Suisse de Ligue Nationale B en 1986 (24 buts) avec l'AC Bellinzone